# پنی سینگلتون
پنی سینگلتون (انگلیسی: Penny Singleton؛ ۱۵ سپتامبر ۱۹۰۸ – ۱۲ نوامبر ۲۰۰۳) یک هنرپیشه اهل ایالات متحده آمریکا بود.
از فیلم‌ها یا برنامه‌های تلویزیونی که وی در آن نقش داشته است می‌توان به به دنبال مرد لاغر اشاره کرد.